# タイロス1号
タイロス1号(TIROS-1)はアメリカ航空宇宙局が打ち上げた人工衛星。世界初の気象衛星でもある。打ち上げは1960年4月1日、ケープカナベラル空軍基地より行われた。運用にはアメリカ国防総省も協力している。
気象観測を目的とした人工衛星としては初めてのものであり、可視光のビデオカメラが搭載されていた。104度の広角と12度の望遠カメラを搭載している。撮影画像は磁気記録装置に記録され、地上に電送された。衛星本体の形状は円筒形であり、底部にカメラを装備していた。重量は122kg。電力は太陽電池による供給である。軌道は近地点693km、遠地点750km、周期99分、軌道傾斜角48.4度である。
タイロス1号は78日間の運用により、22,952枚の映像を撮影し、ヴァンガード2号により可能性が示されていた衛星軌道からの気象観測が実現できることを示した。

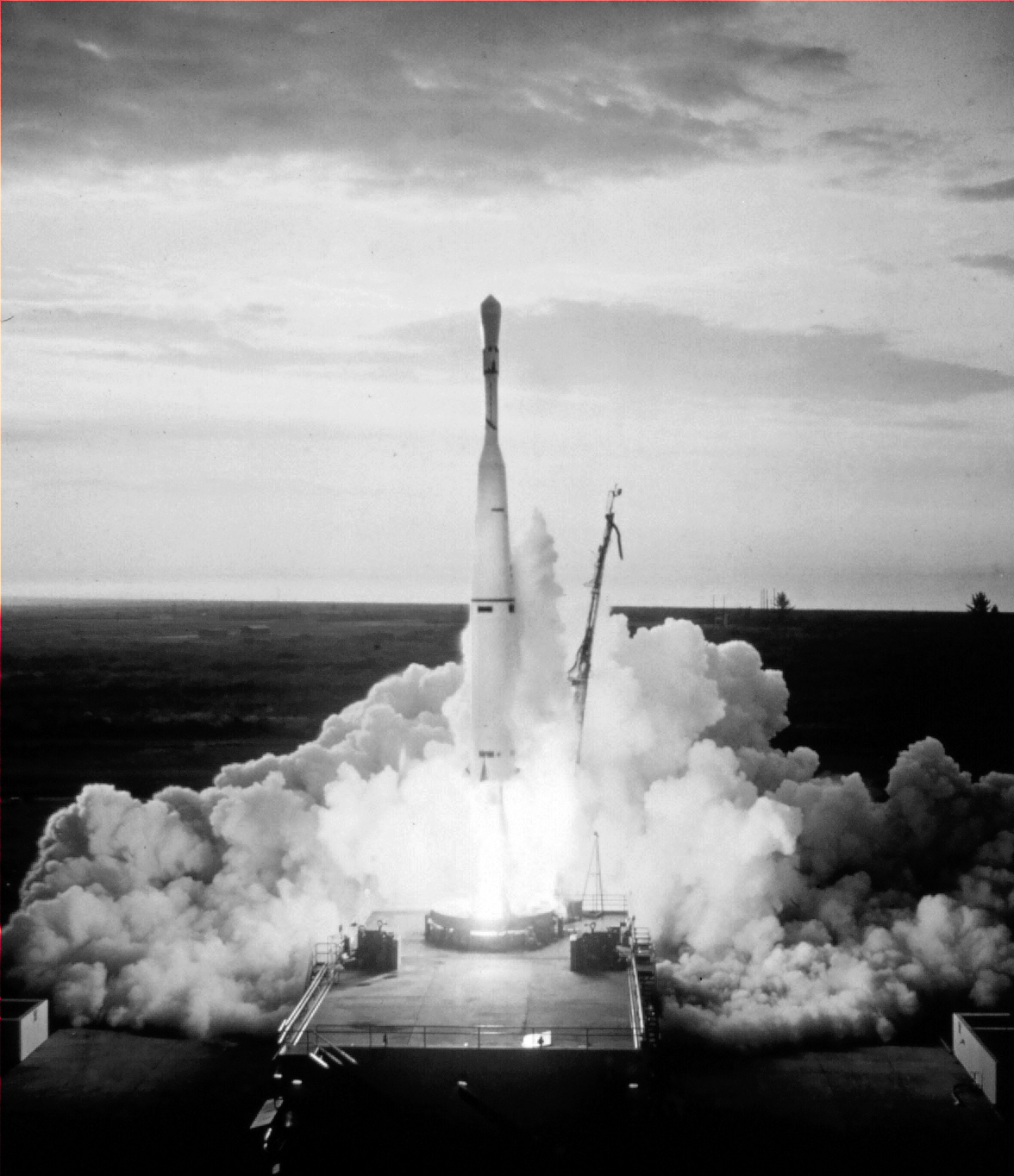
タイロス1号の打ち上げ
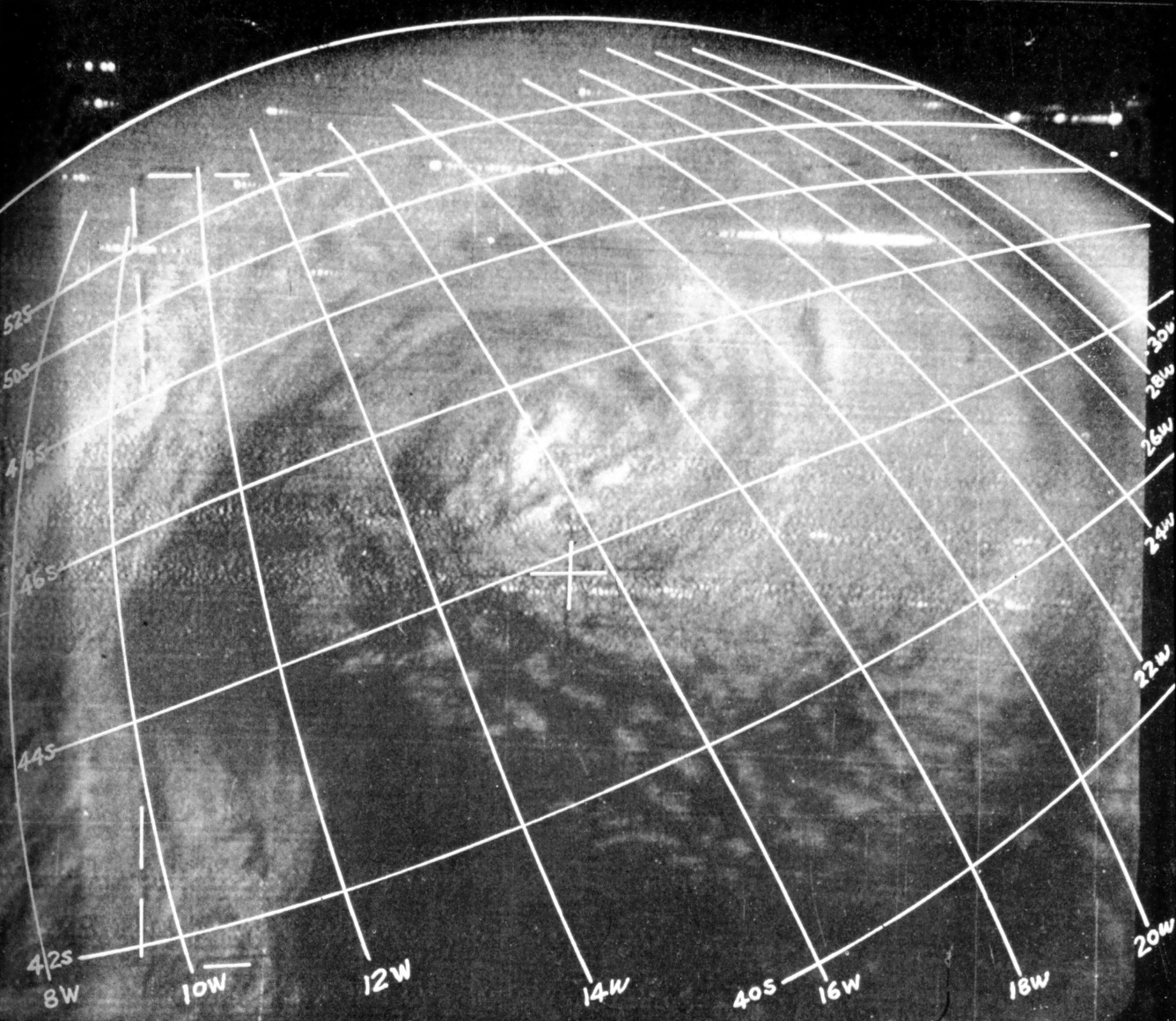
タイロス1号の撮影したサイクロン
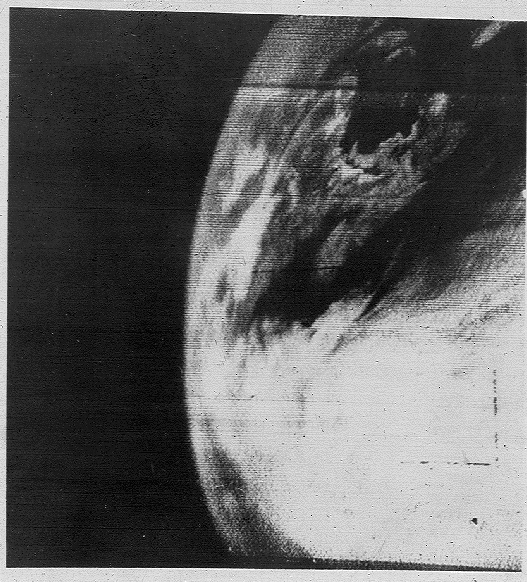
タイロスが宇宙から伝送した最初の画像
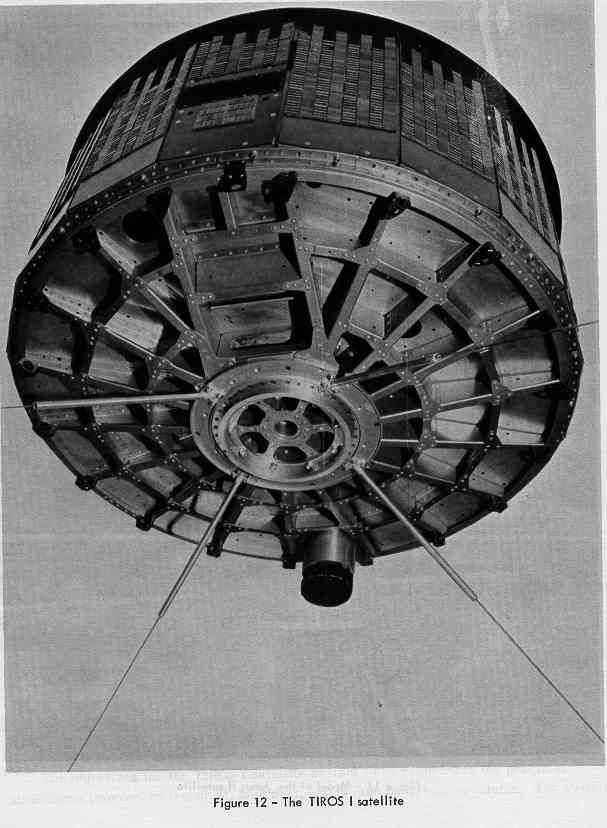
底から見たタイロス1号

## 設計
タイロス1号は高度435.5マイル (700.9 km)から468.28マイル (753.62 km)の円軌道上から気象のテレビジョン画像を取得する技術を試験する目的で設計された。運用は78日間だけだったが(予定よりも15日短かった)宇宙から大気の状態を観測する事を実証し22,952枚の画像を地球へ送った。
タイロス1号は全高19インチ (0.48 m)で直径42インチ (1.1 m)で2台のテレビカメラを搭載していて重量は270ポンド (120 kg)で2台の磁気テープ記録機によって通信できない領域で撮影した画像を保管する能力を備えていた。電力は搭載されたバッテリーに9200枚の太陽電池で充電して供給された。
現在Navitarとして知られるElgeet Optical社の光学機器がタイロス1号に搭載された。Elgeet Navitarは8mm F1.5の超広角レンズで10秒枚にスロースキャンカメラで宇宙から空を撮影した。カメラとレンズの組み合わせの重量はわずか4.5ポンドだった。広角レンズによりカメラは高度750マイルの宇宙空間からでも鮮明な画像を得る事が出来た。タイロス1号と地上試験のために設計されたタイロス2号の試作機はスミソニアン航空宇宙博物館のタイロスのモザイクの前に吊り下げられている。(試作機はElgeet Navitarレンズが衛星の底の部分から突出している。)